# 92-й окремий батальйон підтримки
92-й окремий батальйон підтримки (92 ОБП, в/ч А4934) — підрозділ у складі Збройних сил України, що у лютому 2024 року запровадив збір коштів на мобільну майстерню, станом на травень 2024 року вже зібрав половину коштів

, та ще за 2 місяці майже здолав таку.

## Опис
}

## Втрати
Попри те що підрозділ є тиловим, втрати особового складу в ньому під час війни також трапляються. Так, 25 травня 2024 року підрозділ втратив бійця Ігоря Рутковського з Бережан.